# Новомиколаївка (Березівський район)
Новомикола́ївка — село Курісовської сільської громади Березівського району Одеської області в Україні. Населення становить 758 осіб.
Поблизу села розташовано ландшафтний заказник місцевого значення Новомиколаївський.

## Історія
Під час Голодомору 1932—1933 років померло щонайменше 5 жителів села.

## Населення
Згідно з переписом УРСР 1989 року чисельність наявного населення села становила 761 особа, з яких 367 чоловіків та 394 жінки.
За переписом населення України 2001 року в селі мешкало 758 осіб.

### Мова
Розподіл населення за рідною мовою за даними перепису 2001 року:
| Мова       | Відсоток |
| ---------- | -------- |
| українська | 93,80 %  |
| російська  | 4,88 %   |
| молдовська | 0,66 %   |
| болгарська | 0,53 %   |
| білоруська | 0,13 %   |